# San Juan (Jerez de la Frontera)
San Juan o San Juan de los Caballeros es un barrio del centro histórico de la ciudad de Jerez de la Frontera, (Andalucía, España).
Está situado en la zona norte del antiguo recinto amurallado, entre los barrios de San Marcos, San Lucas y San Mateo. El trazado del barrio está definido por la antigua muralla, así como las calles Francos en intramuros.
Su origen como barrio data de las collaciones marcadas por Alfonso X El Sabio tras la Reconquista de la ciudad. Convirtió una antigua mezquita en la actual iglesia de Iglesia de San Juan de los Caballeros y aglutinó en ella la collación con el mismo nombre.

## Lugares de interés
- Iglesia de San Juan de los Caballeros
- Palacio Pemartín
- Plaza de Santiago
- Palacio de Carrizosa
- Palacio de los Morla y Melgarejo
- Plaza de San Juan
- Convento de Santa María de Gracia
- Muralla de Jerez